# ولف (دهانه)
ولف یک دهانه برخوردی در ماه‌ است.

## دهانه‌های اقماری
این دهانه ۹ دهانه اقماری دارد.
| Wolf | عرض جغرافیایی | طول جغرافیایی | قطر          |
| ---- | ------------- | ------------- | ------------ |
| A    | ۲۲.۲° S       | ۱۸.۴° W       | ۶.۰ کیلومتر  |
| C    | ۲۴.۱° S       | ۱۴.۵° W       | ۳.۰ کیلومتر  |
| B    | ۲۳.۱° S       | ۱۶.۴° W       | ۱۷.۰ کیلومتر |
| E    | ۲۳.۹° S       | ۱۶.۳° W       | ۲.۰ کیلومتر  |
| G    | ۲۲.۵° S       | ۱۶.۸° W       | ۷.۰ کیلومتر  |
| F    | ۲۲.۰° S       | ۱۴.۹° W       | ۳.۰ کیلومتر  |
| H    | ۲۳.۰° S       | ۱۴.۷° W       | ۸.۰ کیلومتر  |
| S    | ۲۱.۲° S       | ۱۶.۵° W       | ۳۵.۰ کیلومتر |
| T    | ۲۳.۴° S       | ۱۸.۸° W       | ۲۷.۰ کیلومتر |